# Kósztasz Theodótu
Kósztasz Theodótu  (görög: Κώστας Θεοδότου) (1965. június 28. –) ciprusi nemzetközi labdarúgó-játékvezető.

## Pályafutása

### Nemzeti játékvezetés
1998-ban lett az I. Liga játékvezetője. Az aktív nemzeti játékvezetést 2008-ban befejezte.

### Nemzetközi játékvezetés
A Ciprusi labdarúgó-szövetség Játékvezető Bizottsága (JB) terjesztette fel nemzetközi játékvezetőnek, a Nemzetközi Labdarúgó-szövetség (FIFA) 2000-től tartotta nyilván bírói keretében. Több nemzetek közötti válogatott és klubmérkőzést vezetett.  Az aktív nemzetközi játékvezetéstől 2005-ben búcsúzott. Válogatott mérkőzéseinek száma: 6.

## Statisztika

### Nemzetközi válogatott mérkőzései
| #  | Dátum             | Helyszín      | Hazai    | Eredmény | Vendég       | Kiírás     | Gólok | Esemény |
| -- | ----------------- | ------------- | -------- | -------- | ------------ | ---------- | ----- | ------- |
| 3. | 2003. február 12. | Lárnaka (CYP) | Bulgária | 1 – 0    | Magyarország | barátságos | -     |         |
|    | Összesen          |               |          | 6        | mérkőzés     |            |       |         |